# Manfred Großmann
Manfred Großmann (* 17. Februar 1936 in Magdeburg) ist ein deutscher Ingenieur und früherer Volkskammerabgeordneter für den Freien Deutschen Gewerkschaftsbund (FDGB).

## Leben
Großmann stammt aus der preußischen Provinz Sachsen und ist der Sohn eines Sparkassenangestellten. Nach dem Besuch der Grund- und der Oberschule in Schönebeck (Elbe) erlernte er 1954/55 den Beruf eines Niederschachtöfners. Im Anschluss studierte er bis 1962 an der Humboldt-Universität zu Berlin sowie an der Bergakademie Freiberg, wo er den Abschluss als Diplom-Ingenieur erlangte. Als Niederschachtöfner und Metallurge arbeitete Großmann im VEB Niederschachtofenwerk Calbe (Saale). Von 1968 bis 1969 war er Leiter des Transportbetriebes, von 1969 bis 1971 Hauptobjektleiter, dann 1971 Auftragsleiter und im Anschluss bis 1976 Betriebsabteilungsleiter im Gasbetonwerk.

## Politik
Großmann wurde 1954 Mitglied des FDGB, nachdem er ein Jahr zuvor der SED beigetreten war.
Im FDGB wurde er Mitglied der Abteilungsgewerkschaftsleitung (AGL) und Sekretär der Ständigen Produktionsberatung.
In den fünf  Wahlperioden von 1963 bis 1986 war er Mitglied der FDGB-Fraktion in der Volkskammer der DDR.